# Moritz Rothe
Moritz Rothe (* um 1792 in Lausick; † 13. Januar 1846 in Rochlitz) war ein leitender sächsischer Beamter und Abgeordneter der Sächsischen Ständeversammlung. Er war Kreisamtmann des sächsischen Kreisamtes Schwarzenberg und Justizamtmann im Amt Rochlitz.

## Leben
Rothe besuchte von 1806 bis 1812 die Landesschule Grimma und trat in den Dienst der Wettiner. Er war zunächst Advokat und Aktuar. Ab 1832 amtierte als Kreisamtmann in Schwarzenberg/Erzgeb. Als Vertreter des 12. städtischen Wahlbezirks wer er von 1839 bis 1843 Abgeordneter in der II. Kammer des Sächsischen Landtags. Dabei fungierte er auf dem Landtag 1842/43 als 1. Sekretär der Kammer. Rothe wurde 1844 nach Rochlitz versetzt, wo er bis zu seinem Tod als Justizamtmann wirkte. Er starb dort 1846 im Alter von 53 Jahren.